# Уйлак
Уйлак (рум. Uilac) — село у повіті Харгіта в Румунії. Входить до складу комуни Сечел.
Село розташоване на відстані 229 км на північний захід від Бухареста, 72 км на захід від М'єркуря-Чука, 110 км на південний схід від Клуж-Напоки, 92 км на північний захід від Брашова.

## Населення
За даними перепису населення 2002 року у селі проживали 27 осіб, з них 25 осіб (92,6%) румунів. Рідною мовою 25 осіб (92,6%) назвали румунську.